# Anna Kozmanová
Anna Kozmanová, coniugata Součková (Praga, 9 marzo 1956), è un'ex cestista cecoslovacca.

## Carriera
Con la Cecoslovacchia ha disputato tre edizioni dei Campionati europei (1980, 1981, 1983), vincendo una medaglia di bronzo.